# Takashimaia ramungula
Takashimaia ramungula är en mångfotingart som beskrevs av Miyosi 1955. Takashimaia ramungula ingår i släktet Takashimaia och familjen storhuvudjordkrypare. Inga underarter finns listade i Catalogue of Life.